# На помощь, братцы!
«На помощь, братцы!» — советский фильм-сказка режиссёра Ивана Василёва, снят на «Киностудия имени М. Горького» в 1988 году.

## Сюжет
В некотором царстве два брата-дурака просят руки девушки Фёклы, дочери воеводы, но воевода отказывает им, желая выдать свою дочь за царя-батюшку, поскольку подходит к концу трёхлетний траур по умершей от отравления пятой супруге царя. По такому случаю царь будет искать себе новую жену. Все местные девушки хотят за него замуж, несмотря на слухи, что он сам отравил всех предыдущих жён. Царь старый, и, выйдя за него замуж, можно в скором времени оказаться царицей. Однако царь отказывает всем местным, опасаясь, что они сведут его в могилу, и решает отправить в самое далёкое государство — Три-тринадцатое царство — сватов, искать принцессу за границей. Сватами он выбирает братьев-дураков и воеводу. По прибытии в Три-тринадцатое царство они действительно находят принцессу, но та отказывается выходить замуж за их царя. Сваты решают забрать её силой. Во время борьбы с принцессой дураки невольно обнимают её, а по местным обычаям, если кого-то обнял, должен обязательно жениться. Также по местным порядкам рожать здесь могут только мужчины. Начинается праздничная кутерьма, связанная со свадьбой принцессы и одного из дураков и «беременностью» обоих братьев.
В это время воевода стягивает в Три-тринадцатое царство войска, чтобы отбить братьев и принцессу. Во время бомбёжки один из братьев погибает, другой же, подавленный этим событием, прыгает в океан, где его проглатывает гигантская рыба, в желудке которой он и живёт в течение нескольких лет, пока она не выплёвывает его на его родине.
В его родном царстве уже правит царица Фёкла I, которая зовёт его царствовать вместе. Он отказывается, поскольку не считает, что может хорошо править государством, ведь он — дурак. Он принимает решение искупаться по очереди в кипятке, затем в ледяной воде и в молоке, чтобы обернуться богатырём. Этот трюк не срабатывает, и брат-дурак погибает. В это время в царстве поднимается народный бунт, подстрекаемый принцессой из Три-тринадцатого царства, которая теперь поломойка. Разъярённая толпа убивает Фёклу…

## В ролях
- Сергей Курбский — брат-дурак (чёрный)
- Сергей Скрипкин — брат-дурак (рыжий)
- Георгий Милляр — царь
- Николай Олялин — воевода
- Евгений Редько — камердинер
- Ольга Жулина — Фёкла
- Ольга Машная — принцесса Настюра
- Болот Бейшеналиев — опекун
- Валентина Клягина — подруга
- Людмила Аринина — первая дама
- Тамара Совчи — вторая дама
- Наталья Суровегина — третья дама
- Георгиос Совчис — главный пушкарь
- Юрий Чекулаев — старший боярин
- Виктор Аристов — мужчина из 3-13 царства
- Михаил Бочаров — боярин
- Вадим Вильский — эпизод
- Валерий Долженков — эпизод
- Николай Игнатов — мужчина из 3-13 царства
- Марианна Кузнецова — баба
- Зинаида Кулакова — баба
- Игорь Косухин — мужик с гармонью
- Геннадий Матвеев — эпизод
- Леонид Реутов — эпизод
- Мария Скворцова — эпизод
- Иван Турченков — мужчина из 3-13 царства
- Владимир Фирсов — придворный

## Факты
Хотя фильм имеет сказочный сюжет и снят на киностудии детских и юношеских фильмов, в нём присутствуют сцены с обнажённой натурой, в частности Ольга Жулина и Ольга Машная появляются в фильме топлес.